# كايل آدامز (لاعب كرة قدم أمريكية)
كايل آدامز (بالإنجليزية: Kyle Adams)‏ هو لاعب كرة قدم أمريكية أمريكي، ولد في 19 يناير 1988 في ويليسلي (ماساتشوستس) في الولايات المتحدة.

## وصلات خارجية
- كايل آدامز على موقع مرجع كرة القدم المحترفة.كوم (الإنجليزية)
- كايل آدامز على موقع كلية كرة القدم في سبورتس رفرنس.كوم (الإنجليزية)